# Brieskow-Finkenheerd
Brieskow-Finkenheerd település Németországban, azon belül Brandenburgban. Lakosainak száma 2331 fő (2023. december 31.).

## Népesség
A település népességének változása:
| Lakosok száma | 2266 | 2315 | 2337 | 2363 | 2331 |
|               | 2017 | 2019 | 2021 | 2022 | 2023 |